# 平賀文男
平賀 文男（ひらが ふみお、1895年（明治28年）1月20日 - 1964年（昭和39年）4月19日）は、山梨県出身の登山家、郷土史家。

## 略歴
山梨県北巨摩郡穂坂村（現・韮崎市）に、父「延富」、母「ふで」の長男として生まれる。1909年（明治42年）4月に山梨県立甲府中学校（現・山梨県立甲府第一高等学校）に入学したが1911年（明治44年）3月に中退し同年4月に東京の目白中学校に転入。同校卒業後の1914年（大正3年）に早稲田大学政治経済学科に入学し1917年（大正6年）に卒業とともに帰郷。
1921年（大正10年）に穂坂村村会議員に当選、また北巨摩郡農会議員を務めるなど村治や新興産業発展につくし、特に地域の開発に熱心で広く各地の山野を跋歩し、未知の景勝、山岳などを調査研究し、甲斐山岳会の設立を提唱して実現。また、山岳に関する著作の出版とともに多くの紀行文や論文を山岳雑誌を中心に寄稿し、山梨県の山水美を広く天下に紹介宣伝し登山者や観光客の誘致に貢献している。
1930年（昭和5年）7月には北巨摩郡を選挙区とする現職の県会議員が辞任したことに伴う補欠選挙に際し、同郡内一致の推薦を受けて立候補し当選。前任者の残存任期一年余（1930年（昭和5年）7月 - 1931年（昭和6年）10月）の間、山梨県会議員として地域開発などに尽力。終戦後の1945年（昭和20年）には穂坂村の村長を二年間（1945年（昭和20年）11月26日 - 1947年（昭和22年）4月）務めている。

## 著作
- 『緋桜双紙』横森書店 大正7年（1918年）刊
- 『日本南アルプスと甲斐の山旅』書房マウンテン 大正15年（1926年）刊
- 『日本南アルプス』上巻 静光社 昭和3年（1928年）刊
- 『日本南アルプス』博文館 昭和4年（1929年）刊
- 『南アルプスと其渓谷』朋文堂 昭和6年（1931年）刊
- 『八ヶ岳火山群』木星社書院 昭和7年（1932年）刊
- 『赤石渓谷』隆章閣 昭和8年（1933年）刊
- 『八ヶ岳火山群』成光社 昭和9年（1934年）刊
- 『中央アルプスと御岳』大村書店 昭和11年（1936年）刊